# Ísleifur Gissurarson
Ísleifur Gissurarson (1006-5 juli 1080) was een IJslandse prediker en werd de eerste bisschop van IJsland. Dat land had in het jaar 1000 het christelijk geloof aangenomen, zoals was besloten op het Alding bij Þingvellir.
Ísleifur was de zoon van Gissur Teitsson (ook wel Gizur de Witte genoemd, die een belangrijke rol in de grote saga van Njáll speelde) en Þórdís Þóroddsdóttir. Nadat hij in Herford (Duitsland) had gestudeerd werd hij in 1056 door Adalbert van Bremen, de aartsbisschop van Bremen, tot bisschop van IJsland bevorderd. Hij stichtte een bisschopszetel in Skálholt omdat daar zijn familie vandaan kwam, en richtte daar ook een school op. Een van zijn leerlingen was Jón Ögmundsson, die later de eerste bisschop van Hólar zou worden. Ísleifur was 24 jaar lang bisschop tot aan zijn dood. Samen met zijn vrouw Dalla Þorvaldsdóttir hadden ze drie zonen: Þorvaldur, Teitur en Gissur. Gissur nam na de dood van zijn vader zijn plaats als bisschop in, en werd derhalve de tweede bisschop van Skálholt.
Ísleifurs zoon Teitur was leraar en pleegvader van IJslands eerste en uitermate belangrijke historicus Ari Þorgilsson. 
- Gemeinsame Normdatei: 13606860X
- International Standard Name Identifier: 0000 0000 5617 7439
- Virtual International Authority File: 80475570
- WorldCat: E39PBJg8G47pVcXvxPHD4HYpT3